# Meir Zorea
Meir („Zarro”) Zoréa  (în ebraică (מאיר זורע (זארודינסקי; n. 14 martie 1923, Chișinău, România – d. 24 iunie 1995, Maagan Mihael, Subdistrictul Haifa, Israel) a fost un general israelian, evreu originar din Basarabia și din România. A fost distins cu numeroase decorații datorită acțiunilor de luptă din cadrul celui de-al Doilea Război Mondial și din Războiul de independență al statului Israel.
A fost printre fondatorii partidului reformist "Mișcarea Democratică pentru Schimbare" în anul 1976, o formațiune de centru cu o activitate politică scurtă, cunoscută și sub numele de Partidul Dash. Ulterior a deținut funcția de deputat în Knesset-ul (Parlamentul) statului Israel.

## Tinerețea
Meir Zoréa s-a născut cu numele de Meyer Zarodinsky la data de 14 martie 1923 în orașul Chișinău din Basarabia (pe atunci parte a României). A emigrat împreună cu familia sa în Palestina în anul 1925, schimbându-și numele în cel de Meir Zorea.
În calitate de civil, Zorea a fost membru al Mișcării de Cercetași a Israelului și s-a numărat printre fondatorii kibuțului Ma'agan Michael. De asemenea, a lucrat și ca cadet de poliție.
La declanșarea celui de-al doilea război mondial, era adolescent și tocmai absolvise liceul. În anul 1942 Zorea s-a alăturat companiei de infanterie 20 a regimentului Buffs (Royal East Kent Regiment), formată din voluntari evrei din Palestina, dar care spre dezamăgirea membrilor ei nu a primit decât misiuni logistice, și apoi din septembrie 1944 Brigăzii Evreiești, o trupă militară oficial evreiască din cadrul Armatei Britanice. În iarna anilor 1944/1945, Brigada din care făcea parte și Zorea a luat parte la luptele împotriva Armatei germane de pe Senio River Valley (din apropiere de orașul Bologna - Italia). După două luni foarte dificile, Brigada a reușit să iasă victorioasă din acea confruntare. Având gradul de sublocotenent pe atunci, Zorea a fost decorat cu Crucea Militară Britanică pentru conducerea trupelor evreiești în acea luptă. Ulterior, Zorea a fost avansat la rangul de căpitan cu puțin timp înainte ca Brigada Evreiască să fie desființată în anul 1946.
Brigada Evreiască, intens folosită ca front de operații al organizației clandestine de autoapărare Haganah, a profitat de aceste oportunități pentru a înarma grupurile de rezistență evreiești din Palestina aflată sub mandat britanic, sprijinind emigrarea în Palestina a supraviețuitorilor Holocaustului evreiesc din Europa și executându-i pe ofițerii și pe funcționarii superiori naziști. Zorea a luat parte la toate aceste activități. Cu privire la emigrarea în Palestina, Zorea remarca:
"Am avut o sarcină importantă în întreaga Europă, de unde trebuia să mutăm din loc în loc cinci milioane de oameni din toate țările și să-i trimitem cu vapoarele noastre spre Palestina."
Pentru a facilita executarea naziștilor, membrii Brigăzii Evreiești au traversat după război Europa organizați în grupuri de trei și patru militari. Zorea a explicat:
"Noi i-am eliminat doar pe aceia care au fost implicați direct în masacrarea evreilor. Mai întâi i-am împușcat. Apoi i-am ștrangulat. Cu propriile noastre mâini. Niciodată nu am spus nimic nimănui înainte de a-i ucide. Nici unde am fost sau de ce. I-am omorât așa cum omori o ploșniță."

## Cariera în Armata Israelului
Sute de foști membri ai Brigăzii Evreiești au fost chemați pentru a se alătura Armatei de Apărare a Israelului ca anticipare a declanțării unui război de independență. La acel moment, foștii membri ai Brigăzii erau printre puținii evrei din Palestina care dispuneau de pregătire militară. În timpul Războiului din anul 1948 Zorea a comandat un batalion din Armata de Apărare a Israelului pe frontul Ierusalimului. Mai târziu, Zorea a fost cooptat în Marele Stat Major cu funcția de comandant al Direcției de Instruire a soldaților. De asemenea a fost comandant al Școlii de ofițeri ai Armatei Israelului.
Zorea a părăsit Armata în anul 1953 și s-a întors la kibuțul lui ca să fie agricultor. Este rechemat în cadrul Armatei în anul 1956. A deținut funcțiile de comandant adjunct și apoi de comandant al Corpului de tancuri al statului Israel, comandant al Serviciului de Informații al Armatei și  după scandalul "Noaptea Rațelor" (anunțarea de atacuri externe la adresa statului Israel, fără a preveni populația civilă că e vorba de o simulare) care a aruncat statul Israel într-o criză atât internă, cât și în relațiile cu străinătatea a fost transferat la postul de comandant al Armatei de Nord (aprilie 1959 - iunie 1962).
În anul 1962 Zorea s-a retras din cadrul Armatei de Apărare a Israelului cu gradul de general-maior. Ulterior, în cursul Războiului de Șase Zile din anul 1967, generalul rezervist Zorea a condus corpurile de tancuri ale Israelului în Peninsula Sinai pentru a captura punctul strategic Sharm el Sheikh din mâinile armatei egiptene. De asemenea, a făcut parte din contingentul israelian care l-a capturat pe Adolf Eichmann, care a fost judecat și apoi executat în Israel.
Este de menținut implicarea lui Zorea în  comisia care a investigat scandalul Autobuzului 300, când câțiva soldați israelieni au fost suspectați de uciderea fără a fi judecați a doi teroriști arabi capturați.

## Activitatea politică
Zorea a rămas activ în serviciul statului Israel chiar și după retragerea din serviciile militare. În perioada 1973-1974 Zorea a îndeplinit funcția de avocat al poporului pentru soldații israelieni. Între anii 1976-1977 a fost director al Autorității de Administrare a Domeniilor statului Israel (peste 93% din teritoriile israeliene aflându-se în proprietate de stat). Inițial membru al Partidului Muncii (Mapam) de orientare de stânga, Zorea s-a alăturat profesorului Yigael Yadin în anul 1976 pentru a forma partidul reformist "Mișcarea Democratică pentru Schimbare", o alianță a foștilor membri a partidelor Muncii și Likud. Unul din scopurile partidului a fost de a elabora o nouă constituție a statului Israel.
Zorea a fost ales ca membru al Knesset-ului în anul 1977, Partidul "Mișcarea Democratică pentru Schimbare" s-a alăturat guvernului de coaliție, condus de către Menachem Begin. Ca deputat în Knesset, Zorea a devenit membru al Comitetului pentru Locuințe, al Comitetului Financiar și al Comitetului pentru Relații Externe și Apărare. Partidul "Mișcarea Democratică pentru Schimbare", cunoscut și sub numele de Partidul Dash, s-a dizolvat în anul următor. Zorea și-a încetat activitatea în cadrul Knesset-ului în anul 1978.
Meir Zorea a decedat la data de 24 iunie 1995, la vârsta de 72 ani.

## Funcții publice în Israel
Meir Zorea a deținut următoarele funcții publice:
- deputat în Knesset din partea Partidului Dash (1977-1978)